# Jerry Fleishman
Jerome "Jerry" Fleishman (Nueva York, Nueva York, 14 de febrero de 1922-20 de junio de 2007) fue un jugador de baloncesto estadounidense que disputó cinco temporadas entre la BAA y la NBA y cuatro más en la ABL. Con 1,88 metros de estatura, jugaba en la posición de escolta.

## Trayectoria deportiva

### Universidad
Jugó durante su etapa universitaria con los Violets de la Universidad de Nueva York, siendo en 1943 incluido en el segundo quinteto All-American para la revista Pic Magazine. Ese año llevó a su equipo a su primera participación en un Torneo de la NCAA.

### Profesional
Tras dejar la universidad, fichó por los Philadelphia Sphas, en aquella época el equipo más dominante de la ABL, donde jugó tres temporadas, promediando en la primera de ellas 5,3 puntos por partido, y adjudicándose el campeonato al año siguiente, derrotando en la final a los Baltimore Bullets.
En 1946 fichó por los Philadelphia Warriors de la recién creada BAA, donde en su primera temporada ayudaría con 4,5 puntos por partido a la consecución del campeonato, tras derrotar en las Finales a los Chicago Stags. El año siguiente sus estadísticas mejoraron hasta los 7,2 puntos por partido, volviendo a disputar nuevamente las Finales, cayendo en esta ocasión ante los Baltimore Bullets, que se incorporaron ese año a la BAA.
Tras dos temporadas más en los Warriors, en 1950 regresa a la ABL, siendo el máximo anotador de su equipo en su primera temporada con los Scranton Miners, promediando 10,8 puntos por partido, y logrando por segunda vez el campeonato. Volvió a los Warriors en 1952, siendo despedido en el mes de enero, cuando estaba siendo titular y uno de los mejores de su equipo, promediando 9,0 puntos, 4,6 rebotes y 3,3 asistencias por partido.
Dos meses más tarde, y debido a la reducida plantilla de los New York Knicks a causa de las lesiones, se le permitió fichar por el equipo de su ciudad para disputar los playoffs, jugando únicamente 2 partidos en los que promedió 5,0 puntos y 3,5 asistencias.

## Estadísticas de su carrera en la NBA
|  | Denota temporadas en las que ganó un campeonato de la NBA |

### Temporada regular
| Año      | Equipo       | PJ  | MPP  | TC%  | TL%  | RPP | APP | PPP |
| -------- | ------------ | --- | ---- | ---- | ---- | --- | --- | --- |
| 1946–47† | Philadelphia | 59  | –    | .261 | .543 | –   | .7  | 4.5 |
| 1947–48  | Philadelphia | 46  | –    | .238 | .688 | –   | .9  | 7.2 |
| 1948–49  | Philadelphia | 59  | –    | .290 | .653 | –   | 2.0 | 5.5 |
| 1949–50  | Philadelphia | 65  | –    | .289 | .616 | –   | 1.8 | 4.6 |
| 1952–53  | Philadelphia | 33  | 26.7 | .330 | .686 | 4.6 | 3.3 | 9.0 |
| Total    | Total        | 262 | 26.7 | .277 | .638 | 4.6 | 1.6 | 5.8 |

### Playoffs
| Año   | Equipo       | PJ | MPP  | TC%  | TL%  | RPP | APP | PPP  |
| ----- | ------------ | -- | ---- | ---- | ---- | --- | --- | ---- |
| 1947† | Philadelphia | 9  | –    | .314 | .722 | –   | .3  | 6.3  |
| 1948  | Philadelphia | 7  | –    | .172 | .750 | –   | .3  | 2.3  |
| 1949  | Philadelphia | 2  | –    | .269 | .667 | –   | 2.0 | 10.0 |
| 1950  | Philadelphia | 2  | –    | .333 | .000 | –   | 1.5 | 1.0  |
| 1953  | New York     | 2  | 13.0 | .667 | .462 | 2.5 | 3.5 | 5.0  |
| Total | Total        | 22 | 13.0 | .282 | .633 | 2.5 | .9  | 4.8  |